# Zbór Kościoła Adwentystów Dnia Siódmego w Jaworzu
Zbór Kościoła Adwentystów Dnia Siódmego w Jaworzu – zbór adwentystyczny w Jaworzu, należący do okręgu południowego diecezji południowej Kościoła Adwentystów Dnia Siódmego w RP.
Pastorem zboru jest kazn. Ryszard Jankowski. Nabożeństwa odbywają się w kościele przy ul. Dębowej 125 każdej soboty o godz. 9.30.

## Historia
Wiosną 1911 dwaj bracia zborowi ze Skoczowa głosili ewangelię w Jasienicy i Jaworzu. W 1912 było w Jaworzu 12 adwentystów a nabożeństwa odbywały się początkowo w domach prywatnych w Jasienicy, Międzyrzeczu, później również w Jaworzu. W 1922 powołano do istnienia zbór w Jaworzu, liczący 45 osób i rozpoczęto budowę domu modlitwy ukończono w 1925.